# Środkowodunajska kultura mogiłowa
Środkowodunajska kultura mogiłowa (cz. středodunajská mohylová kultura) – kultura archeologiczna starszej epoki brązu, należąca do kręgu kultur mogiłowych. Została wyróżniona przez kustosza muzeum w Brnie, J. Smolika. Jej nazwa wzięła się od obszaru występowania stanowisk tej kultury oraz od typowej dla niej formy pochówków pod kurhanami.

## Geneza
Kultura ta wykrystalizowała się na dolnych Morawach, najprawdopodobniej na bazie nowej ludności, która przybyła na te obszary, po czym rozprzestrzeniła się w kierunku Słowacji. Znaczący wpływ na jej ukształtowanie musiało mieć wcześniejsze podłoże, w postaci kultury wieterzowskiej, a także kultura madziarowska i kultura otomańska, co znajduje odzwierciedlenie w inwentarzu ceramicznym.

## Chronologia i obszar występowania
Omawiana kultura datowana jest na okres B i C epoki brązu według podziału chronologicznego, dokonanego przez Paula Reineckego, czyli według datowań kalibrowanych w latach 1700–1300 p.n.e. Swoim zasięgiem obejmowała wschodnią Austrię, południowe Morawy, sięgając aż w okolice Brna, południowo-zachodnią Słowację aż po Wag i zachodnie Węgry. Jej wpływy sięgały jednak dalej, w stronę grupy czesko-palatynackiej do środkowych Czech.

## Osadnictwo i budownictwo
W odróżnieniu od pozostałych grup kręgu kultur mogiłowych, gdzie osady są nieliczne, w kulturze środkowodunajskiej można zauważyć równowagę pomiędzy występowaniem osad i cmentarzysk. Większość osad położonych jest na obszarach nizinnych, chociaż zdarzają się od tego wyjątki. Osady tej kultury mają charakter zarówno otwarty, jak i obronny. W obrębie osiedli charakterystycznym obiektem są licznie występujące jamy o nierównym dnie. Z omawianej grupy kręgu mogiłowego znane są także pozostałości po domach, o różnej wielkości i konstrukcji. Przykładem osad środkowodunajskiej kultury mogiłowej są stanowiska Brno-Černá Pole i Křižanovice, gdzie odkryto pozostałości wspomnianych jam zasobowych oraz chat.

## Obrządek pogrzebowy
W środkowodunajskiej kulturze mogiłowej występują zarówno cmentarzyska kurhanowe, od których wziął swoją nazwę cały krąg kultur mogiłowych, jak i cmentarzyska płaskie. Współwystępuje przy tym ze sobą obrządek szkieletowy z ciałopalnym, przy czym stosunek liczby tych pochówków zmienia się w ciągu trwania tej kultury na korzyść obrządku ciałopalnego. Ponadto spotyka się także pochówki dziecięce w pitosach. Przy pochówkach kurhanowych, stanowiących 20% grobów omawianej kultury, zdarzają się czasem kamienne wieńce dookolne pod nasypem. Znanych jest 19 cmentarzysk środkowodunajskiej kultury mogiłowej, a wśród nich na przykład cmentarzysko z miejscowości Borotice czy cmentarzysko z Čeložnic, na które składało się 77 kopców.

## Inwentarz
W ceramice środkowodunajskiej kultury mogiłowej typowymi formami są dzbanki i kubki guzowe oraz naczynia wazowate, z uchami w pobliżu szyi, zdobione guzami lub plastycznymi żeberkami na brzuścu naczynia. Wiele jest naczyń na pustych nóżkach i profilowanych mis z uchem. Zjawiskiem występującym w omawianej jednostce taksonomicznej są pojawiające się w późniejszej fazie tej kultury skarby naczyń ceramicznych, na przykład skarb z miejscowości Lednice.
Bogaty jest także inwentarz metalowy. Wśród broni można wymienić miecze, sztylety, groty włóczni i grociki strzał oraz czekany typu węgierskiego. Natomiast wśród ozdób występują szpile różnych typów, naramienniki zdobione tarczkami spiralnymi, różne rodzaje bransolet, diademy z taśmy brązowej, nieraz zdobione ornamentem, a także wisiorki brązowe.

## Zanik
Środkowodunajska kultura mogiłowa zanikła w okresie brązu C i D (1350–1200 lat p.n.e.), a jej ludność przyjęła wzorce kręgu kultur pól popielnicowych.